# George Mason
George Mason (11. prosince 1725 Fairfax County, Virginie – 7. října 1792 Gunston Hall, Virginie) byl americký plantážník a politik, delegát Filadelfského ústavního konventu z roku 1787 a jeden ze tří delegátů, kteří ten samý rok odmítli podepsat americkou ústavu. Jeho myšlenky měly významný vliv na politické myšlení a události, včetně vzniku Virginské deklarace práv z roku 1776. Mason byl hlavním autorem tohoto dokumentu, který se stal základem pro americkou listinu práv.
Jeho otec zemřel, když mu bylo deset let. V mládí na něj pravděpodobně měl velký vliv jeho strýc a poručník John Mercer, právník, který vlastnil ve své době jednu z nejrozsáhlejších knihoven ve Virginii.